# Мрежеста жаба дърволаз
Мрежестите жаби дърволази (Ranitomeya reticulata) са вид земноводни от семейство Дърволази (Dendrobatidae).
Срещат се в северните части на Перу и съседни райони на Еквадор.
Таксонът е описан за пръв път от белгийско-британския зоолог Жорж Албер Буланже през 1884 година.